# Се Вэньцзюнь
Се Вэньцзю́нь (кит. упр. 谢文骏, пиньинь Xiè Wénjùn; род. 11 июля 1990) — китайский легкоатлет, чемпион Азиатских игр.

## Биография
Родился в 1990 году в Шанхае. В 2012 году принял участие в Олимпийских играх в Лондоне, но медалей не завоевал. В 2014 году стал чемпионом Азиатских игр.